# لغات الكاريبي
لغات الكاريبي هي عائلة من لغات الهنود بأمريكا الجنوبية، تنتشر على نطاق واسع في شمال القارة الأمريكية الجنوبية، من مصب نهر الامازون حتى جبال الانديز الكولومبية ومن ماراكايبو (فنزويلا) إلى وسط البرازيل. لغات الكاريبي متقاربة نسبيا من بعضها البعض، حتى أنه يصعب في بعض الأحيان أن تقرر ما اٍذا كانت اللهجات المتحدثة مختلفة أم هي واحدة فقط.